# Csien-lung kínai császár
Csien-lung (Peking, 1711. szeptember 25. – Peking, 1799. február 7.) a Kínában 1644-1911 között uralkodó mandzsu Csing-dinasztia (Qing-dinasztia) császára 1735 és 1796 között.
A dinasztia egyik legjelentősebb császára volt, hosszú uralma alatt érte el csúcspontját a mandzsu dinasztia uralma. Uralkodása alatt tíz nagy hadjáratot vezetett, és ezzel kiterjesztette birodalma határait: bekebelezte Hszincsiangot (Xinjiangot), Külső-Mongóliát, megszilárdította a mandzsu befolyást Tibetben, valamint Délkelet-Ázsia egyes területein. Támogatta a művészeteket és a kultúrát: védnöksége alatt hatalmas gyűjteményeket és enciklopédiákat adtak ki. Ugyanakkor alatta zajlott le a nagy „irodalmi inkvizíció”, amelynek során a dinasztiára nézve sértő vagy veszélyes könyveket – összesen 3000 címet – megsemmisítették, szerzőiket pedig meghurcolták, esetenként kivégezték. A mezőgazdaság, az ipar és a kereskedelem fejlődött, a népesség dinamikusan növekedett. Csien-lung (Qianlong) uralma végére azonban az igazgatási szervezet megmerevedett, s a stagnálás és hanyatlás jelei mutatkoztak. Az utolsó években a hatalom nagyrészt a császár Hö-sen (Heshen) nevű korrupt kegyence kezébe került. 1793-ban Csien-lung (Qianlong) arrogáns hangon utasította vissza Macartney angol követnek a kereskedelem megkönnyítését célzó kéréseit, s a követet megalázta. 1796-ban Csien-lung (Qianlong) névlegesen lemondott a trónról fia javára, de a hatalmat haláláig ő tartotta a kezében.